# Liste de musées d'art du Proche-Orient antique
Voici une liste de musées avec de grandes collections d'art du Proche-Orient antique.

## Liste
- British Museum, Londres, Royaume-Uni. 300 000 objets[1].
- Vorderasiatisches Museum, Berlin, Allemagne. 250 000 objets[2].
- Musée national d'Irak, Bagdad, Irak. 170 000 objets[3].
- Musée du Louvre, Paris, France. 135 000 objets[4].
- Institut oriental de Chicago, États-Unis. 20 000 objets[5].
- Metropolitan Museum of Art, New York, États-Unis. 7 000 objets[6].
- Musée archéologique d'Istanbul, Turquie.
- Musée archéologique et anthropologique de l'université de Pennsylvanie, États-Unis[7].
- Musée national des antiquités, Leiden, Pays-Bas.
- Musée d'Israël, Jérusalem, Israël.
- Musée Eretz Israël, Tel-Aviv, Israël.
- Musée Hecht, Haïfa, Israël.
- Musée des pays de la Bible (Bible Lands Museum), Jérusalem, Israël.
- Musée sémitique, Cambridge, États-Unis.